# Lovns Bredning
Lovns Bredning este o arie protejată (arie de protecție specială avifaunistică — SPA) din Danemarca întinsă pe o suprafață de 7.513 ha, integral pe uscat.

## Localizare
Centrul sitului Lovns Bredning este situat la coordonatele 56°39′15″N 9°14′25″E / 56.654167°N 9.240278°E.

## Înființare
Situl Lovns Bredning a fost declarat arie de protecție specială avifaunistică în mai 1983 pentru a proteja 6 specii de animale.

## Biodiversitate
Situată în ecoregiunea continentală, aria protejată nu include niciun habitat protejat.
La baza desemnării sitului se află mai multe specii protejate de  păsări (6): rață pitică (Anas crecca), Bucephala clangula, erete vânăt (Circus cyaneus), lebădă de iarnă (Cygnus cygnus), ferestrașul mare (Mergus merganser), Mergus serrator.